# 998
998(구백구십팔)은 997보다 크고 999보다 작은 자연수다.

## 수학
- 합성수로, 그 약수는 1, 2, 499, 998이다. 진약수의 합은 502이므로, 998은 부족수다.
  - 299번째 반소수이자, 가장 큰 세 자리 반소수다. 앞의 반소수는 995, 다음 반소수는 1003이다.
- {\displaystyle 998=2^{10}-(3^{3}-1)}

## 과학
- NGC 998(영어판): 고래자리 방향에 있는 나선은하.

## 교통
- 998번 홋카이도도(일본어판)

## 군사
- U-998(영어판, 독일어판): 제2차 세계 대전에 사용된 나치 독일의 군용 잠수함.

## 문화유산
- 대한민국의 보물 제998호: 양산 미타암 석조아미타여래입상

## 방송
- 지니 TV의 E채널 채널 번호.
- B tv의 GS마이샵 채널 번호.
- LG헬로비전의 SBS 플러스 채널 번호.
- B tv 케이블의 E라이크 채널 번호.
- KT HCN의 ENA 드라마 채널 번호.

## 기타
- 연도: 998년, 기원전 998년